# Sundress (A$AP Rocky)
Sundress is een nummer van de Amerikaanse rapper A$AP Rocky uit 2018.
Het nummer bevat een sample uit Why Won't You Make Up Your Mind? van Tame Impala. In "Sundress" combineert A$AP Rocky hiphop en trap met disco en rock. Het nummer flopte in Amerika, maar werd wel een klein hitje in België en de Baltische staten. In Vlaanderen bereikte het de 2e positie in de Tipparade.